# Dicranotaenia
Dicranotaenia es un género de platelmintos parásitos de la familia de los himenoléptidos.

## Especies
Se reconocen las siguientes según WoRMS:
- Dicranotaenia chionis Fuhrmann, 1921
- Dicranotaenia cirrosa (Krabbe, 1869)
- Dicranotaenia clavicirrus (Yamaguti, 1940)
- Dicranotaenia coronula (Dujardin, 1845)
- Dicranotaenia querquedula Fuhrmann, 1921
- Dicranotaenia spasskii (Schigin, 1961)